# St. Josef (Massenricht)
Die Dorfkirche St. Josef ist eine Kirche in Massenricht, einem Ortsteil der Stadt Hirschau im Landkreis Amberg-Sulzbach in der Oberpfalz (Bayern). Die Kirche wurde zwischen 1926 und 1928 erbaut und 1947 um eine Sakristei erweitert.

## Geschichte
Bereits 1921 hatten die Massenrichter 12.000 Mark für den Bau einer neuen Kapelle gesammelt, die jedoch infolge der Inflation im Jahre 1923 wertlos geworden waren. In einem zweiten Anlauf wurde die jetzige Dorfkirche in den Jahren 1926 bis 1928 errichtet. Am Ostermontag, dem 9. April 1928, um 10:00 Uhr konnte die Dorfkirche durch Expositus Johann Baptist Lanzl aus Ehenfeld dem heiligen Josef geweiht werden.
1948 wurde eine kleine Sakristei errichtet.
Mit Schreiben vom 13. April 1950 genehmigte das Ordinariat die Aufbewahrung des Allerheiligsten in der Kirche. Dabei wurde abermals – wie bei der Genehmigung zur Weihe der Glocken im Jahre 1935 – die wöchentliche Zelebration betont. Aus diesem Grund wurde im Sommer 1950 unter Pfarrkurat Heribert Kleinhempl im Altar der Dorfkirche ein gepanzerter Tabernakel eingebaut.
1966 wurde der Innenraum renoviert und die gipserne Josefsfigur durch ein neues Altarbild ersetzt.
Mit der Eingemeindung der Gemeinde Massenricht nach Hirschau am 1. Mai 1978 ging auch die Dorfkirche aus dem Besitz der Gemeinde Massenricht in den Besitz der Stadt Hirschau über. Somit ging auch die Unterhaltspflicht der Kirche ab diesem Stichtag in den Aufgabenbereich der Stadt Hirschau über.
1982 erfolgte eine vollständige Innen- und Außenrenovierung.
Am 13. Juni 1983 besuchte der indische Bischof George Punnakottil die Dorfkirche in Massenricht und zelebrierte zusammen mit dem damaligen Pfarrer aus Ehenfeld Josef Kannathukuzhy – ebenfalls Inder – eine heilige Messe.
Zum 75-jährigen Jubiläum im Jahr 2003 wurde die Kirche nebst Außenanlagen und Treppe erneut renoviert.

## Ausstattung

### Altar
Die Kirche verfügt über einen Akanthusaltar im Historismusstil. Der Altar wurde von Bildhauer Johannes Wolfgang Rösch aus Weiden im Jahr 1926 geschaffen. Er kostete 700 Reichsmark. Bis zur Renovierung im Jahr 1966 stand im Inneren der Akanthusornamente eine Josefsstatue. Im Rahmen der Renovierungsarbeiten wurde die Statue durch ein Josefsbild ersetzt.

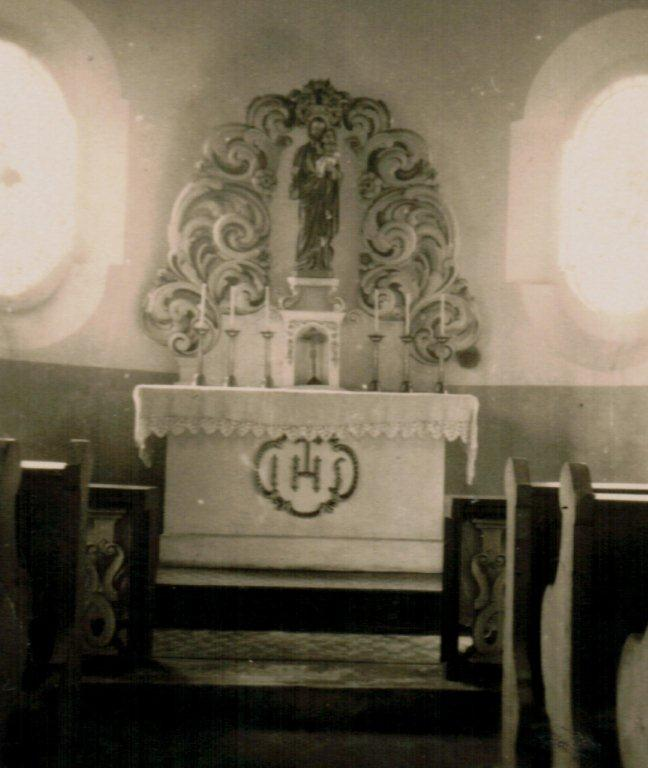
Altar vor 1950
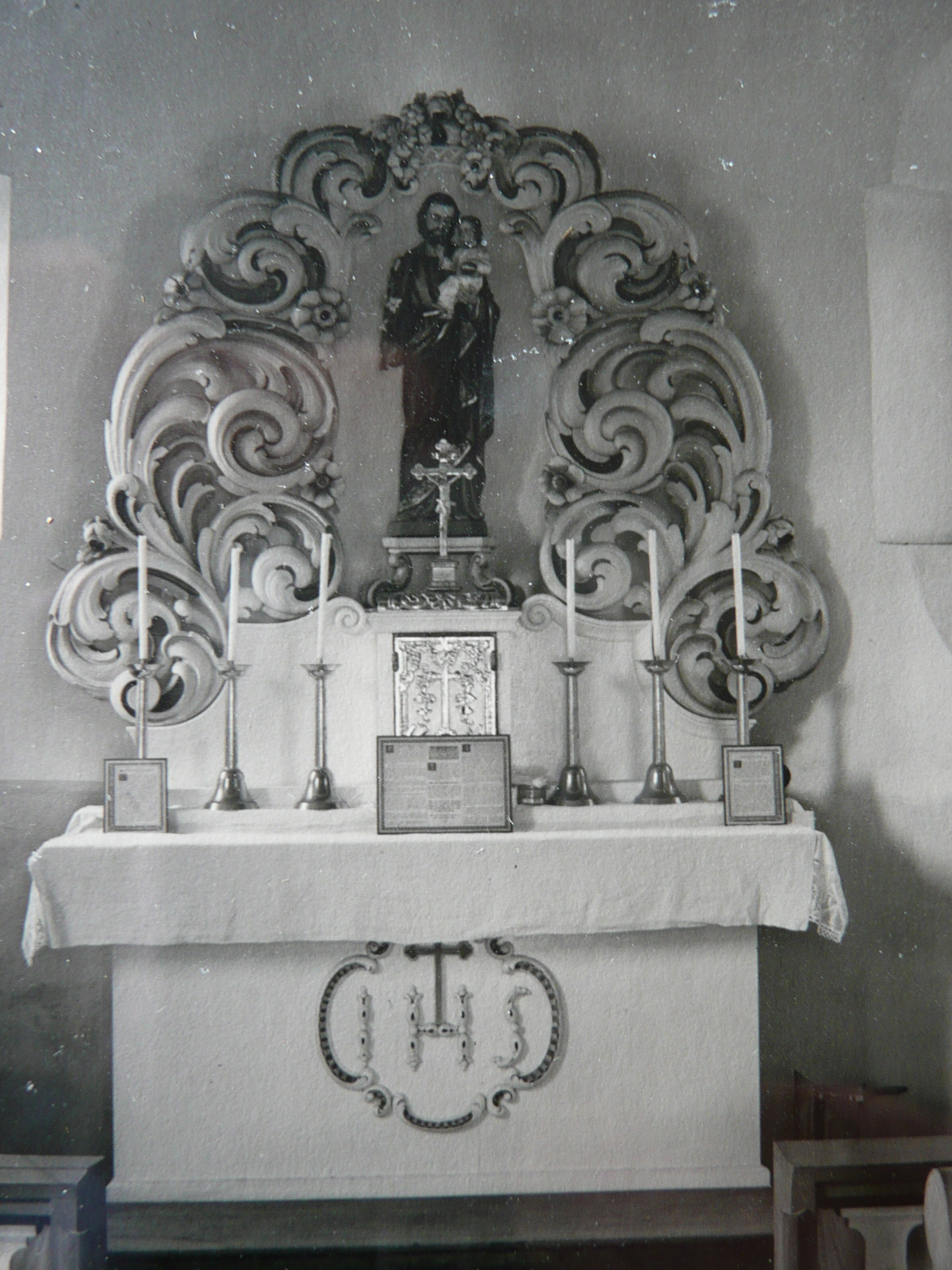
Altar in der Zeit zwischen 1950 (Installation des Tabernakels) und 1966 (Josefsstatue wird durch Bild ersetzt)
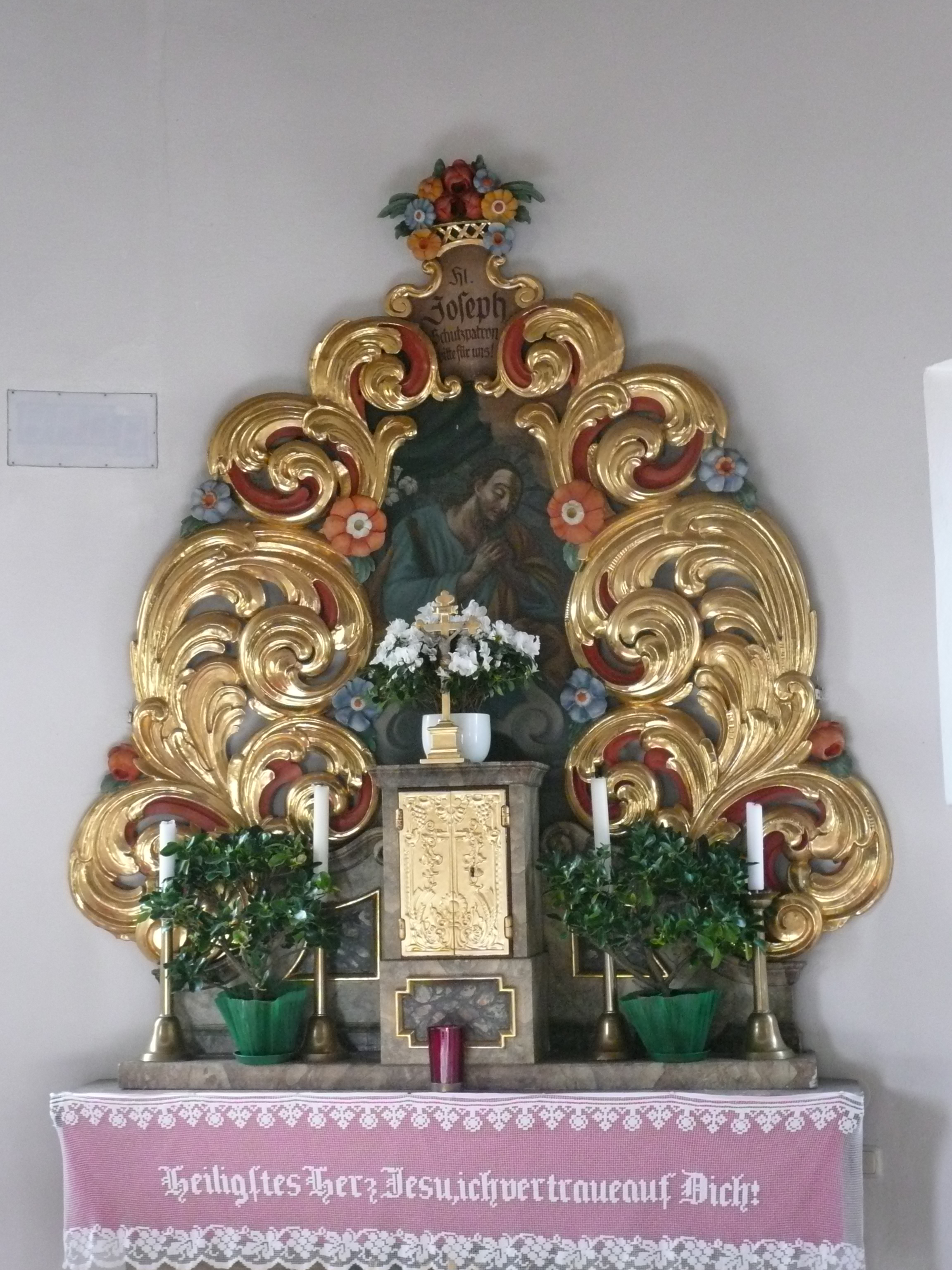
Altar heute

### Glocken
Von 1926 bis 1935 verfügte die Dorfkirche über lediglich eine kleine Glocke, nämlich die Glocke aus der Vorgänger-Kapelle der Dorfkirche aus dem Jahr 1766. Im Jahre 1935 wurden zwei Glocken von der Glockengießerei Johann Hahn aus Landshut erworben. Die dadurch überflüssig gewordene Glocke wurde 1951 für 100 DM an die Familie Bogner aus Rödlas verkauft und in die Kapelle in Rödlas eingebaut, dort tut sie heute noch ihren Dienst. Um die Glocke vor der Zwangsablieferung während des Zweiten Weltkriegs zu schützen, wurde diese während des Weltkriegs auf einem Heustadel versteckt. Am 16. Juni 1935 beantragte Expositus Plötz von Ehenfeld die Erlaubnis zur Weihe der beiden neuen Glocken. Bei diesen beiden Glocken handelte es sich um die heute noch vorhandene 50 kg schwere kleine Glocke, die dem Hl. Josef geweiht ist und das Bild des Hl. Josef mit der Aufschrift "Hl. Josef bitte für uns" trägt. Die größere Glocke mit einem Gewicht von 75 kg war der Muttergottes geweiht und trug die Aufschrift "Heilige Maria bitte für uns". Die größere Glocke musste 1942 für Kriegszwecke abgeliefert werden. Am 9. August 1951 konnte eine neue Glocke geweiht werden, sie trägt die Inschrift "Soli Deo Gloria".

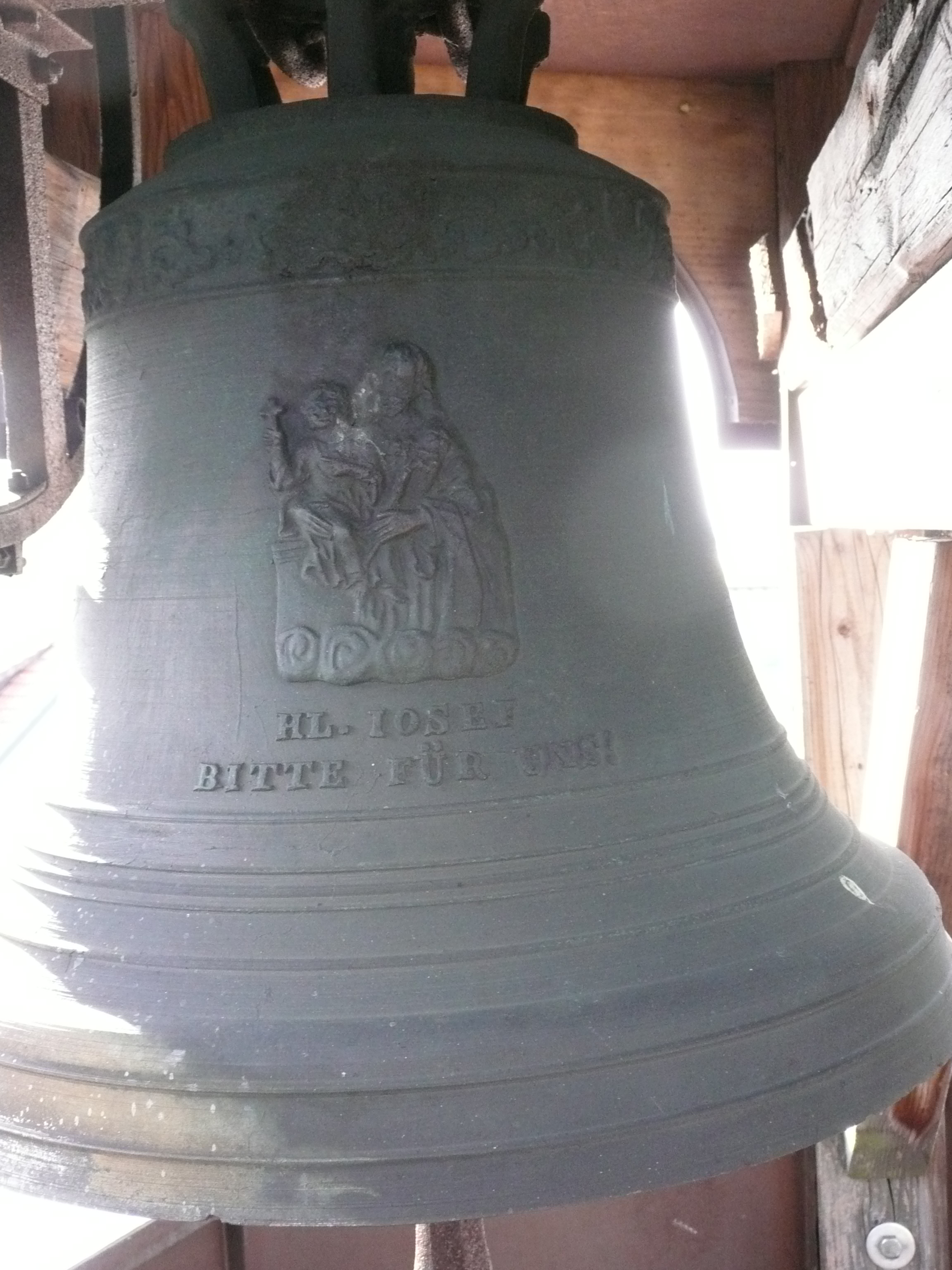
Kleine Glocke
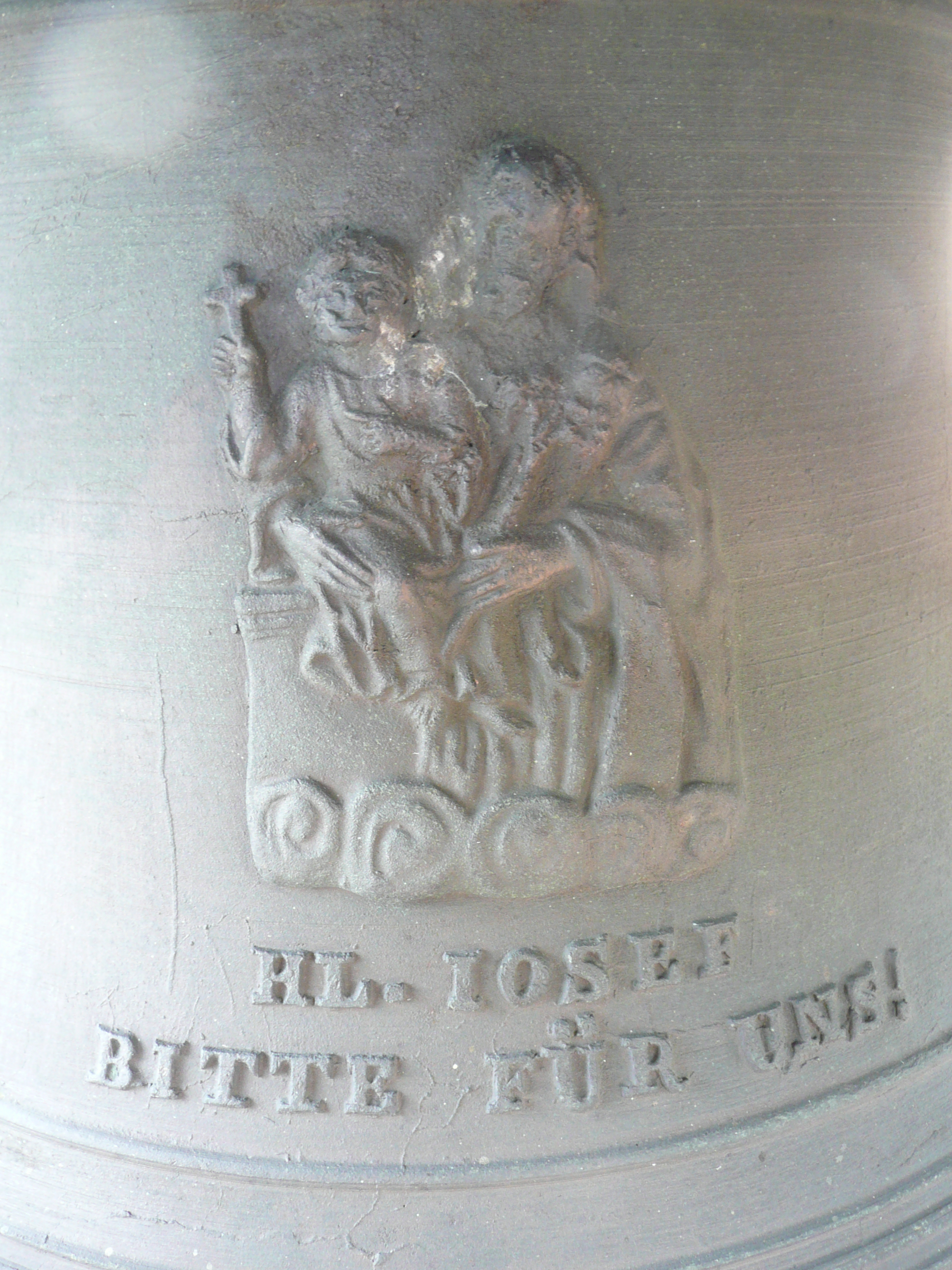
Hl. Josef auf der kleinen Glocke
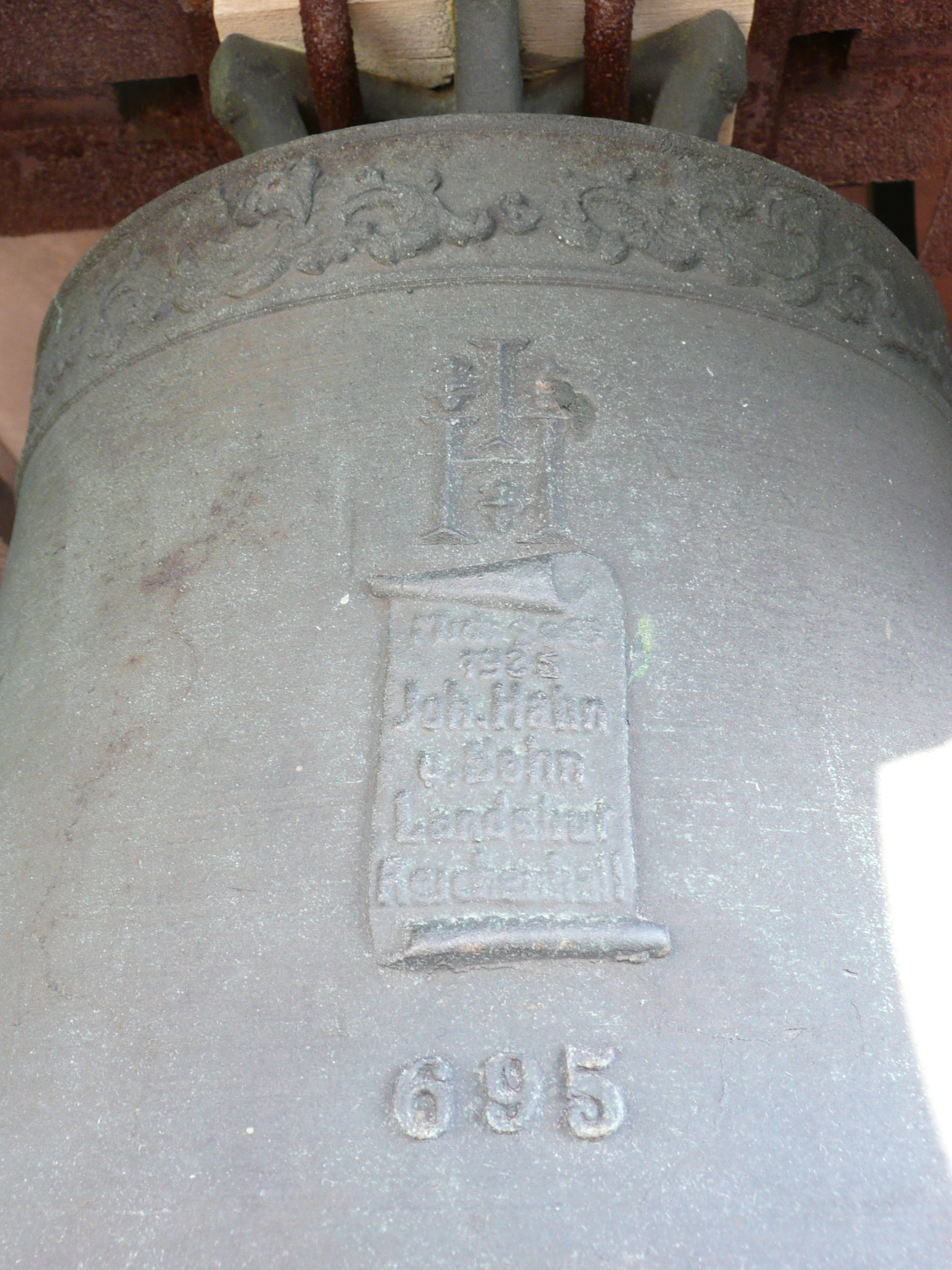
Prägung der Glockengießerei auf der kleinen Glocke
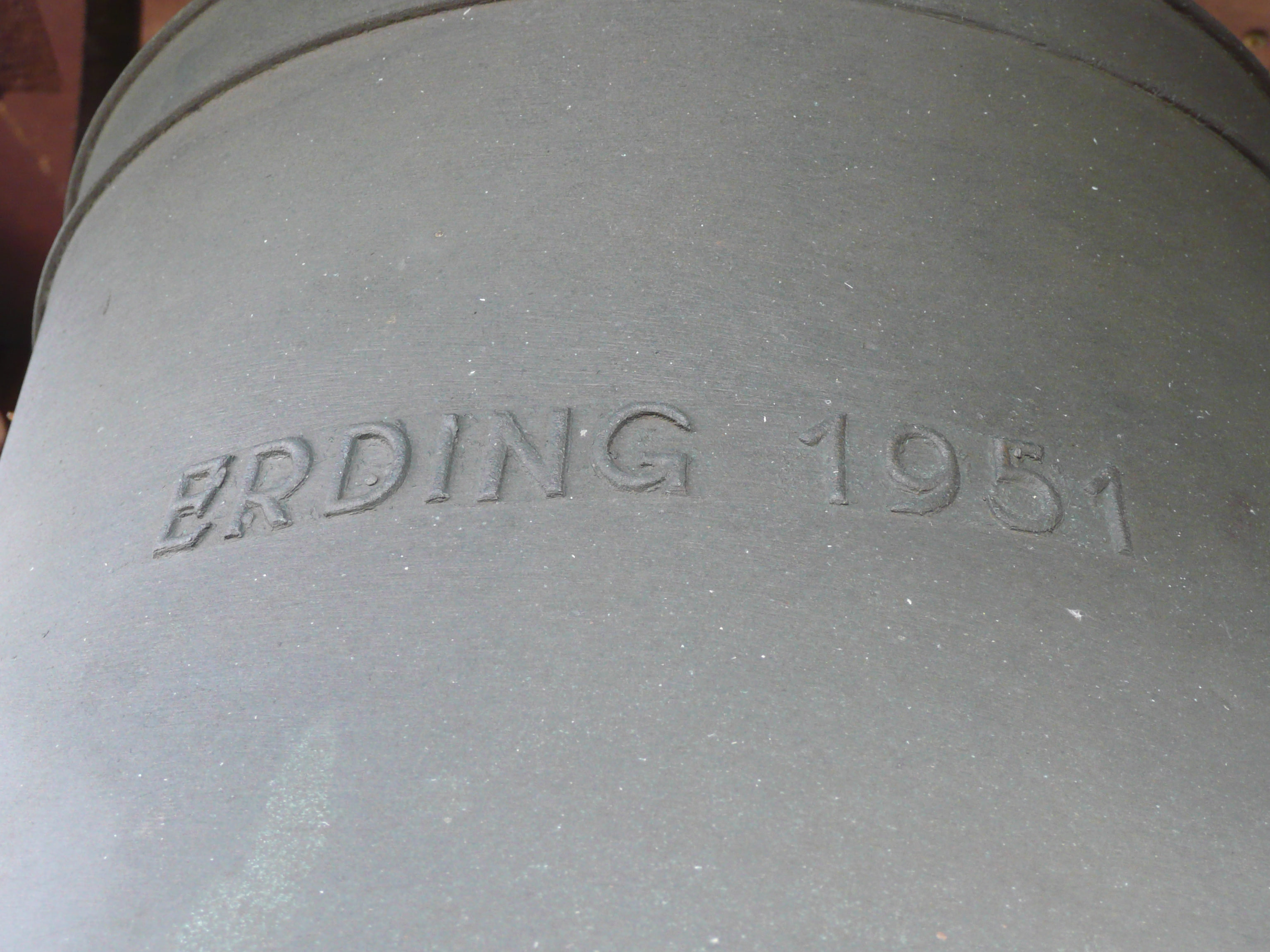
Inschrift "Erding 1951" auf der großen Glocke
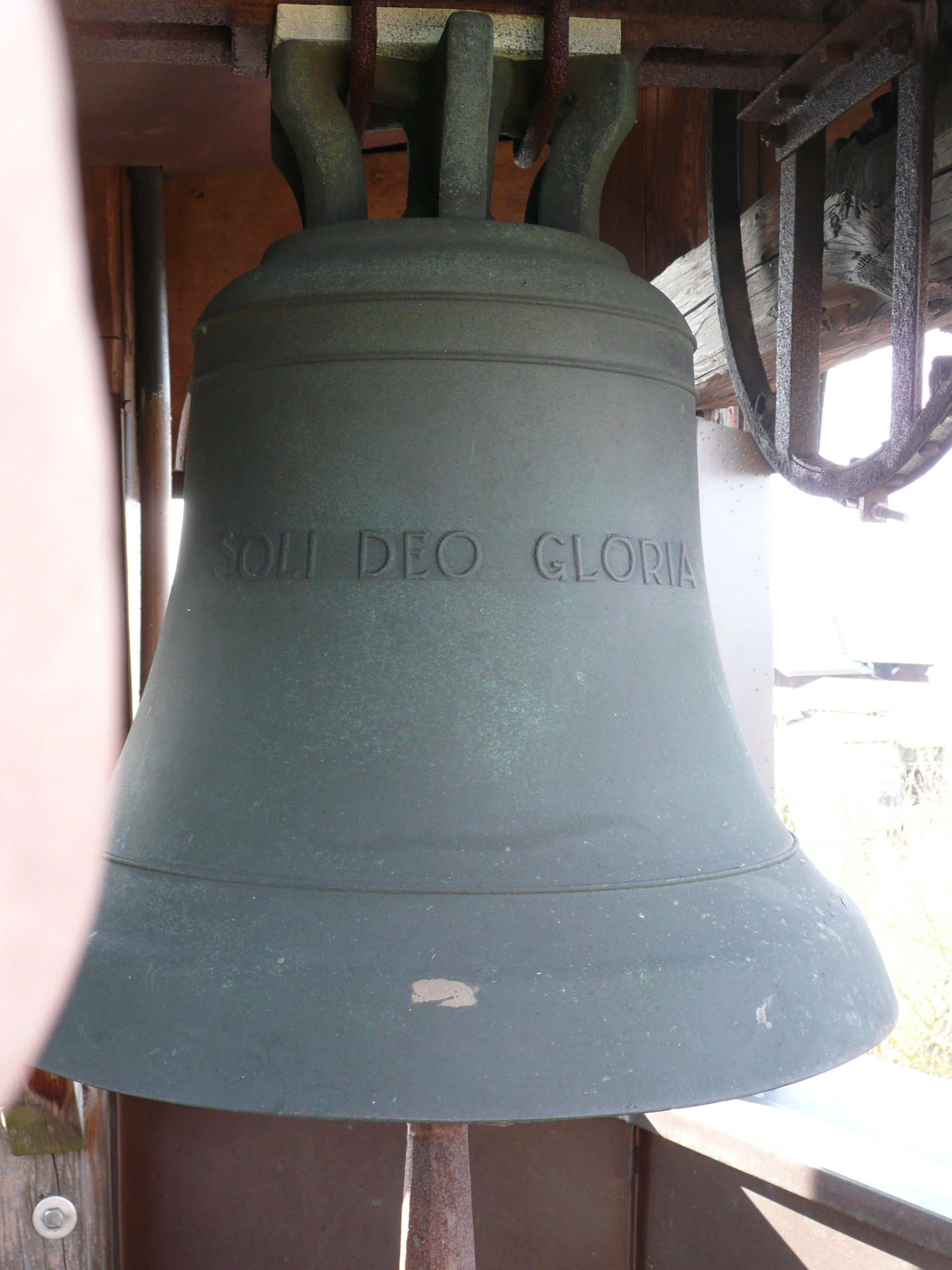
Große Glocke mit der Inschrift "Soli Deo Gloria"

Bei der Renovierung im Jahre 1966 wurde ein automatisches Läutwerk installiert, das heute noch in Betrieb ist. Die Kosten dafür beliefen sich auf 2.388 DM und wurden von der Gemeinde Massenricht bezahlt.

### Herz-Jesu-Statue
An der linken Seitenwand der Kirche befindet sich eine Herz-Jesu-Statue.

### Josefsstatue
An der rechten Seitenwand der Kirche befindet sich eine Josefsstatue auf einem Sockel. Diese Statue befand sich bis zur Renovierung im Jahr 1966 am Altar.

### Kreuzweg
Der Kreuzweg konnte am 21. Mai 1928 ebenfalls durch Expositus Lanzl eingeweiht werden. Die Kreuzwegstationen wurden allesamt gestiftet. Eine Kreuzwegstation kostete 17 Reichsmark. Bei den Bildern der Kreuzwegstationen handelt es sich um Kopien. Die Originale hingen in der Mosacher Kirche in München, wurden jedoch während des Zweiten Weltkriegs zerstört. Gemalt wurden die Originale von Prof. Gebhard Fugel.

### Muttergottesstatuen
In der Kirche gibt es zwei Muttergottesstatuen. Am rechten Seitenaltar befindet sich die größere der beiden Statuen. Sie stammt aus dem Jahr 1937. In den 70er Jahren wurde die Statue im Auftrag des damaligen Mesners Sebastian Schärtl übermalt. 1990 wurde die Statue vom Amberger Maler Görgner renoviert.
Die andere Muttergottesstatue ist heute hinten in der Kirche aufgestellt. Sie stammt wahrscheinlich noch aus der alten Kapelle.

## Denkmalschutz
Die Dorfkirche ist in der Bayerischen Denkmalliste des Bayerischen Landesamtes für Denkmalpflege unter der Akten-Nr. D-3-71-127-57 geführt.